# Pennisetum purpureum
Pennisetum purpureum is een grassoort van de subtropische savannes van Afrika.
Het is een hoge, overblijvende plant met verhoutende stengels. Het gras bereikt een hoogte van ongeveer 3 tot 7 meter en heeft bladeren van 30 tot 90 cm lang en 2 tot 3 cm breed. Het wordt wel Olifantsgras genoemd, omdat het een favoriet voedsel is van olifanten.
Het wordt tegenwoordig wel gebruikt als biobrandstof. In Brazilië bouwt de stroomproducent Sykue Bioenergia in Bahia een eerste kleine elektriciteitscentrale op olifantsgras. Droog olifantsgras levert in een verbrandingsoven vijfentwintig eenheden energie voor elke eenheid energie die nodig was om het gewas te produceren (EROEI van 25). Bij suikerriet is die verhouding negen op een.
Daarenboven heeft olifantsgras veel minder bestrijdingsmiddelen en kunstmest nodig om te groeien en kan het drie tot vier keer per jaar worden geoogst.

## Zie ook

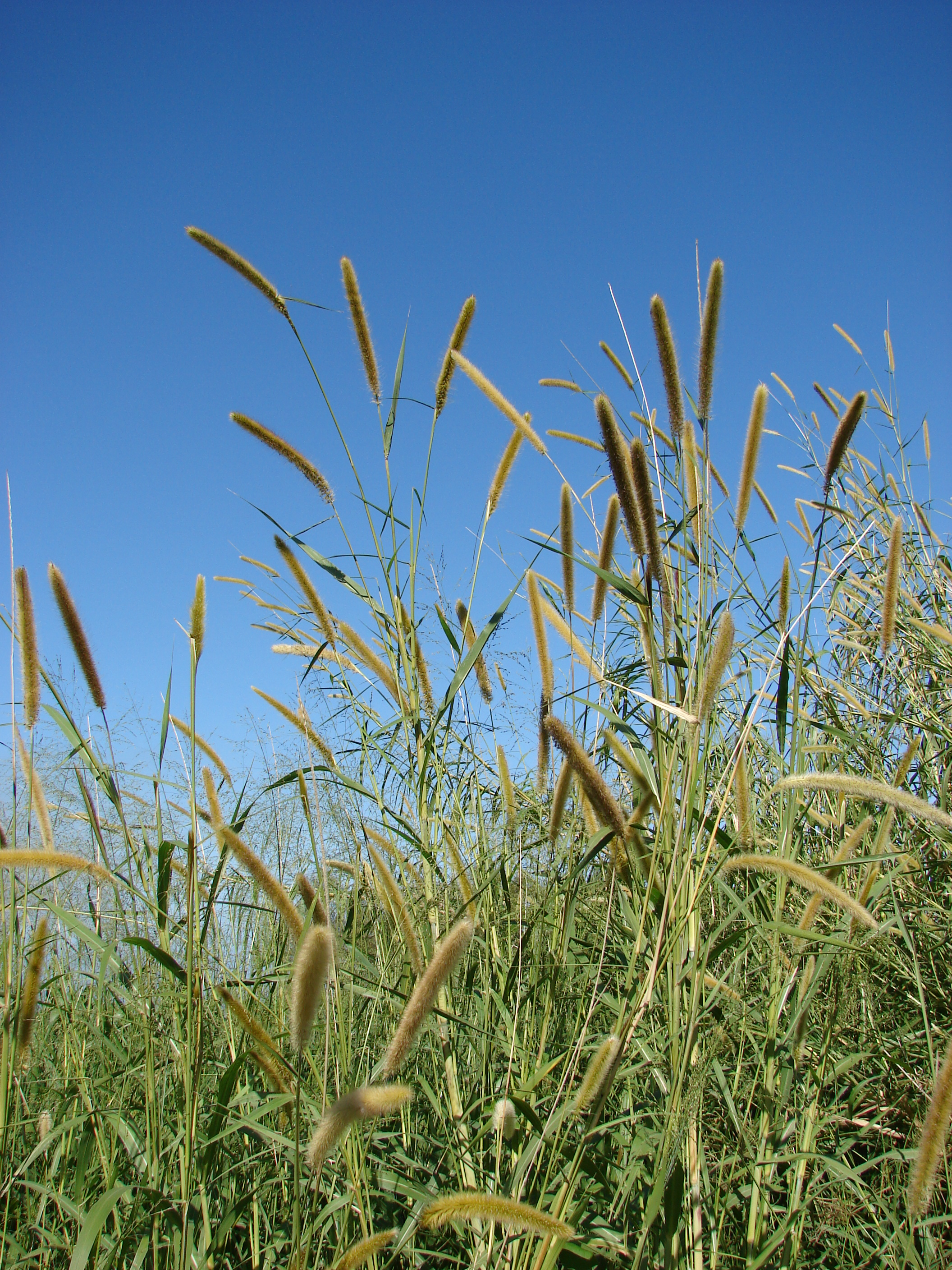
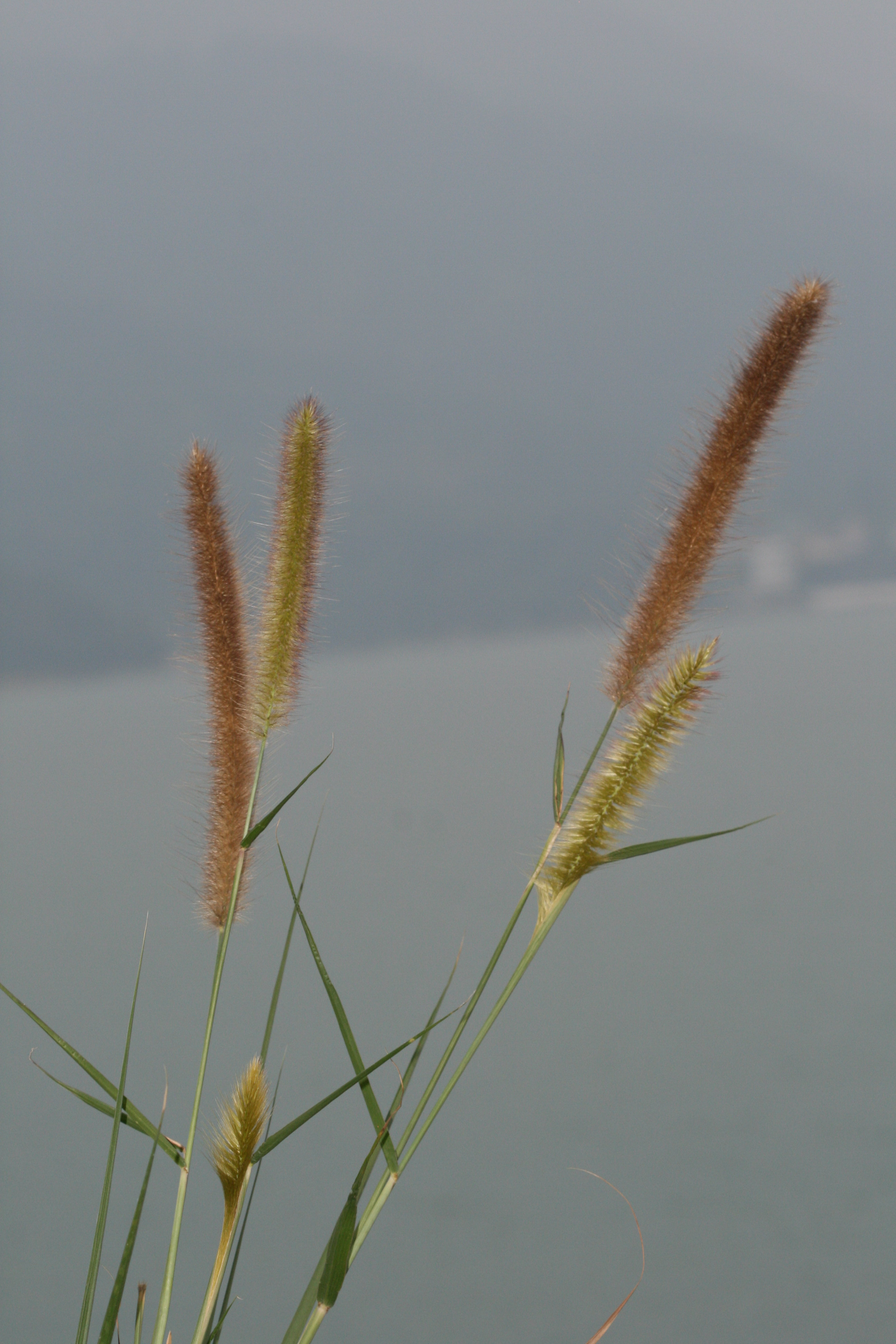
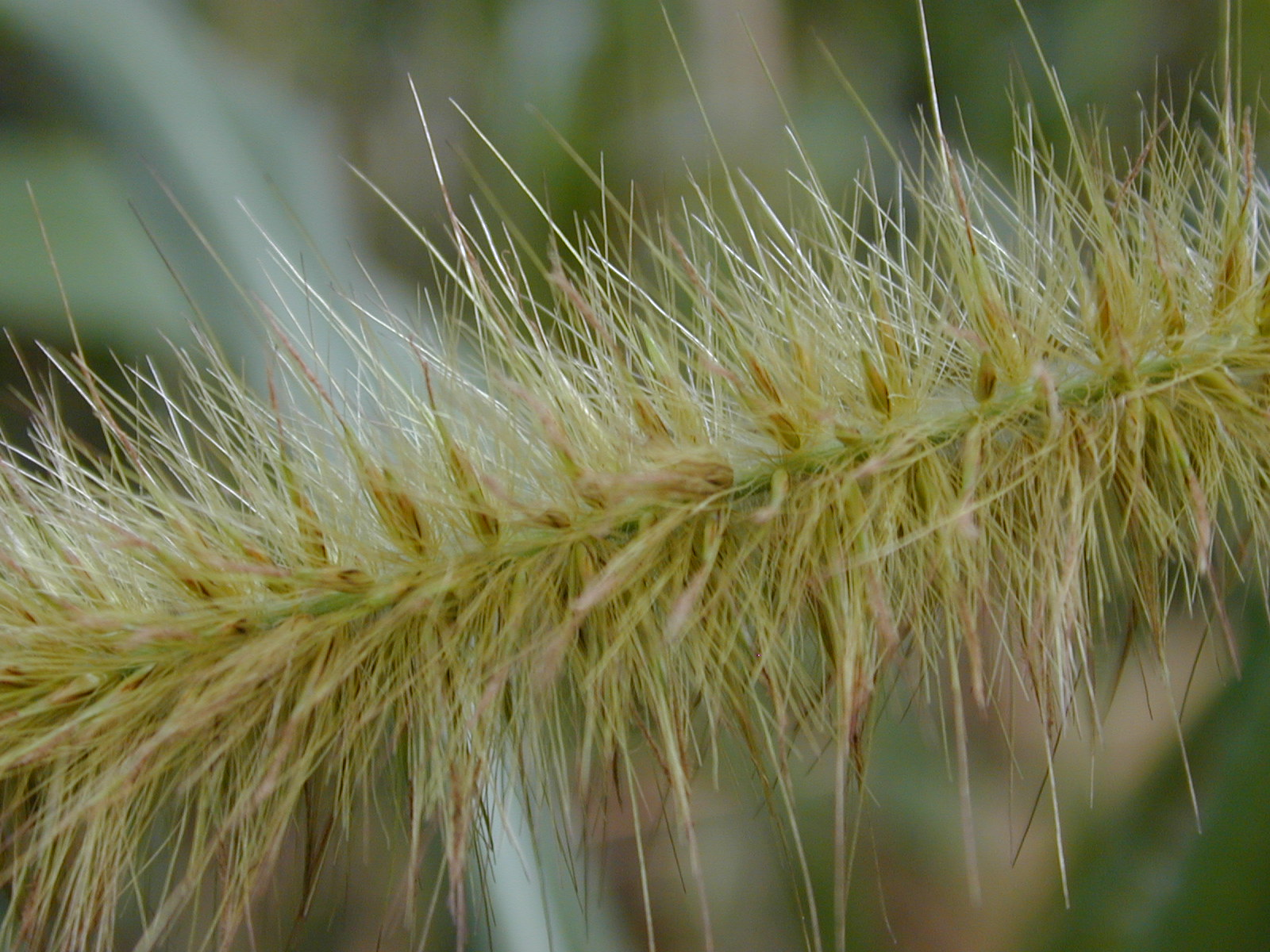